# 550-я пехотная дивизия (вермахт)
550-я пехотная дивизия (нем. 550. Grenadier-Division) — тактическое соединение сухопутных войск вооружённых сил нацистской Германии периода Второй мировой войны.

## История
550-я пехотная дивизия была сформирована 11 июля 1944 года как «заградительная дивизия» в 11-м военном округе во время 29-й волны мобилизации Вермахта.
22 июля 1944 года дивизия была расформирована, а её части влились в состав формировавшейся в тот момент 31-й пехотной дивизии.

## Местонахождение
- июль 1944 (Германия)

## Командиры
- генерал-майор Эрнст Кёниг (11 — 22 июля 1944)

## Состав
- 1100-й гренадерский полк (Grenadier-Regiment 1100)
- 1111-й гренадерский полк (Grenadier-Regiment 1111)
- 1112-й гренадерский полк (Grenadier-Regiment 1112)
- 1550-й артиллерийский полк (Artillerie-Regiment 1550)
- 550-я фузилёрная рота (Füsilier-Kompanie 550)
- 550-я рота связи (Nachrichten-Kompanie 550)
- 1550-й отряд материального обеспечения (Nachschubtruppen 1550)